# Salicicola pistaciae
Salicicola pistaciae är en insektsart som först beskrevs av Karl Hermann Leonhard Lindinger 1906.  Salicicola pistaciae ingår i släktet Salicicola och familjen pansarsköldlöss. Inga underarter finns listade i Catalogue of Life.